# Kanton Bourgoin-Jallieu
Der Kanton Bourgoin-Jallieu ist ein Kanton im Arrondissement La Tour-du-Pin im Département Isère der Region Auvergne-Rhône-Alpes in Frankreich. Hauptort ist Bourgoin-Jallieu. 

## Gemeinden
Der Kanton besteht aus 14 Gemeinden mit insgesamt 56.397 Einwohnern (Stand: 2022) auf einer Gesamtfläche von 186,55 km²:
| Gemeinde                 | Einwohner 1. Januar 2022 | Fläche km² | Dichte Einw./km² | Code INSEE | Postleitzahl |
| ------------------------ | ------------------------ | ---------- | ---------------- | ---------- | ------------ |
| Bourgoin-Jallieu         | 29.816                   | 24,37      | 1.223            | 38053      | 38300        |
| Châteauvilain            | 744                      | 8,82       | 84               | 38091      | 38300        |
| Domarin                  | 1.670                    | 2,99       | 559              | 38149      | 38300        |
| Eclose-Badinières        | 1.510                    | 16,28      | 93               | 38152      | 38300        |
| Les Éparres              | 976                      | 7,95       | 123              | 38156      | 38300        |
| Meyrié                   | 1.088                    | 3,43       | 317              | 38230      | 38300        |
| Nivolas-Vermelle         | 2.716                    | 6,09       | 446              | 38276      | 38300        |
| Ruy-Montceau             | 4.771                    | 20,81      | 229              | 38348      | 38300        |
| Saint-Chef               | 3.910                    | 27,16      | 144              | 38374      | 38890        |
| Saint-Marcel-Bel-Accueil | 1.507                    | 18,23      | 83               | 38415      | 38080        |
| Saint-Savin              | 4.297                    | 24,55      | 175              | 38455      | 38300        |
| Salagnon                 | 1.484                    | 8,21       | 181              | 38467      | 38890        |
| Sérézin-de-la-Tour       | 1.134                    | 9,31       | 122              | 38481      | 38300        |
| Succieu                  | 774                      | 8,35       | 93               | 38498      | 38300        |
| Kanton Bourgoin-Jallieu  | 56.397                   | 186,55     | 302              | 3802       | –            |

## Veränderungen im Gemeindebestand seit der landesweiten Neuordnung der Kantone
2015: Fusion Badinières und Eclose → Eclose-Badinières